# Prolatiforceps capillatus
Prolatiforceps capillatus là một loài ruồi trong họ Asilidae. Prolatiforceps capillatus được Williston miêu tả năm 1901.